# Bandidus
Bandidus är ett släkte av insekter. Bandidus ingår i familjen myrlejonsländor.

## Bildgalleri

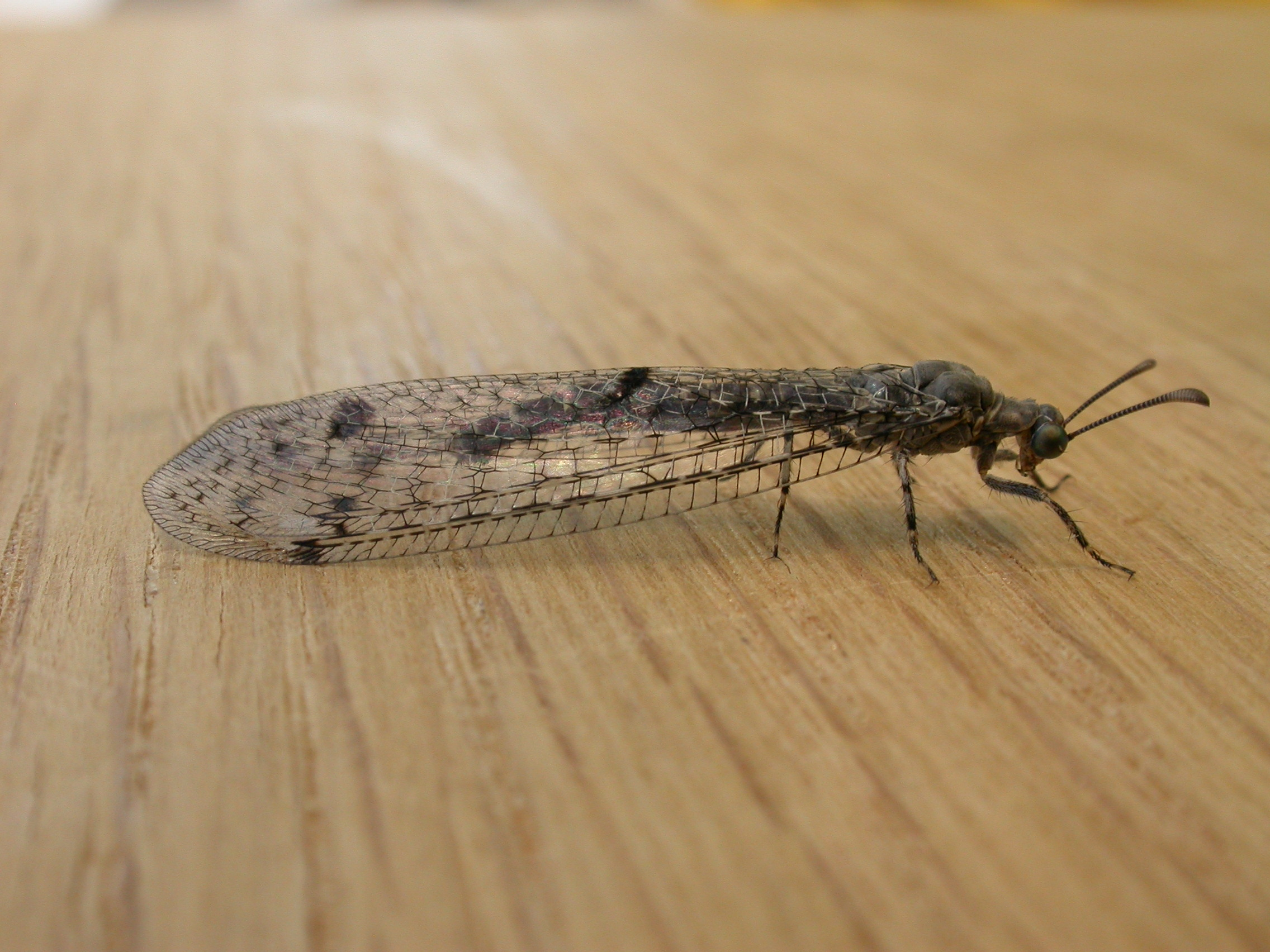
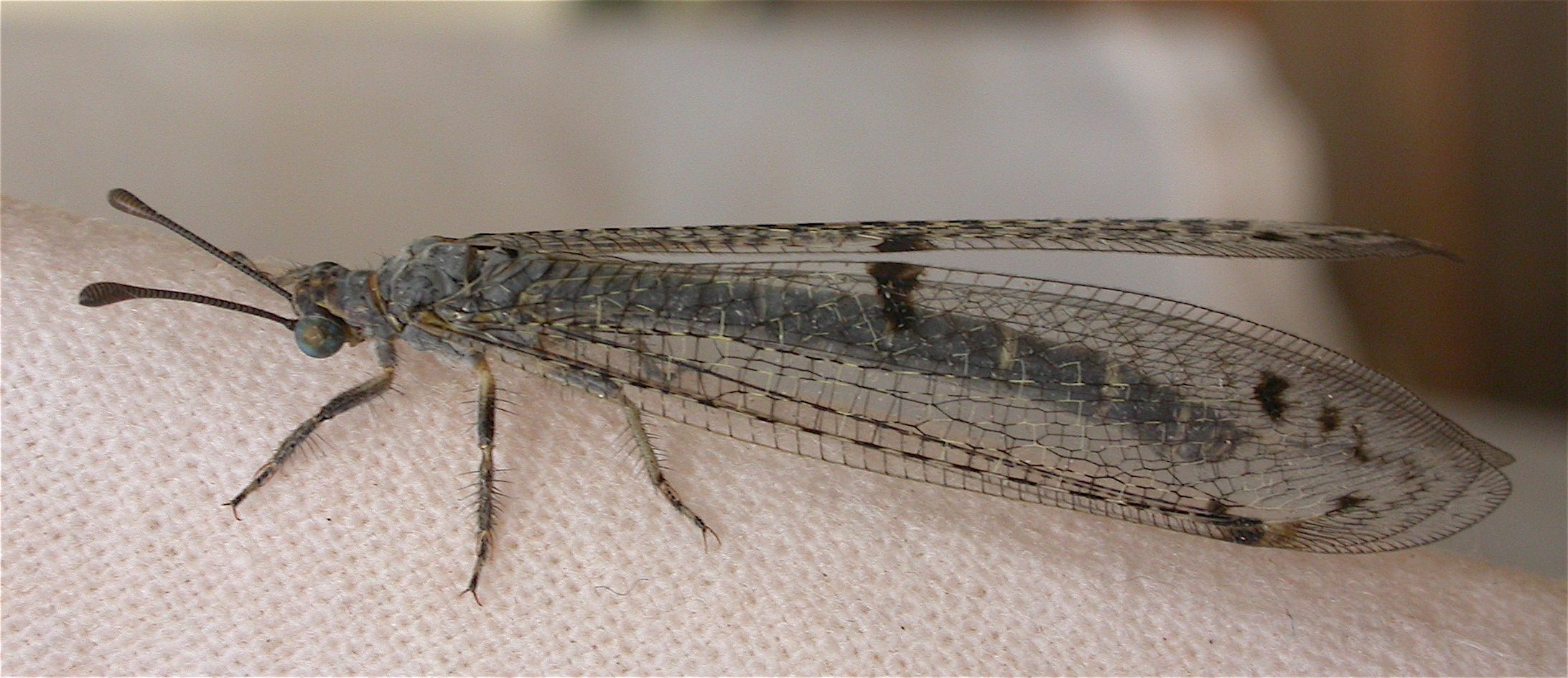

## Dottertaxa tillBandidus, i alfabetisk ordning[1]
- Bandidus abditus
- Bandidus aeratus
- Bandidus amarillus
- Bandidus antestriatus
- Bandidus apicalis
- Bandidus barradalensis
- Bandidus brandti
- Bandidus breviusculus
- Bandidus brisbanensis
- Bandidus canifrons
- Bandidus centralis
- Bandidus congestus
- Bandidus cornutus
- Bandidus dalyensis
- Bandidus dispersus
- Bandidus exilis
- Bandidus furcatus
- Bandidus fuscus
- Bandidus gressitti
- Bandidus handschini
- Bandidus hilli
- Bandidus hyalinus
- Bandidus kimminsi
- Bandidus longigona
- Bandidus marginalis
- Bandidus nebulosus
- Bandidus nigrifons
- Bandidus occidentalis
- Bandidus ocellonotus
- Bandidus oppositus
- Bandidus pulchellus
- Bandidus rydalmerensis
- Bandidus septus
- Bandidus sinewitensis
- Bandidus spinosus
- Bandidus tibooburranensis
- Bandidus umbronotus
- Bandidus vafer
- Bandidus xylotus